# Passiflora xiikzodz
Passiflora xiikzodz är en passionsblomsväxtart. Passiflora xiikzodz ingår i släktet passionsblommor, och familjen passionsblomsväxter.

## Underarter
Arten delas in i följande underarter:
- P. x. itzensis
- P. x. xiikzodz